# Шариське Ястраб'є
Шариське Ястраб'є (словац. Šarišské Jastrabie) — село в Словаччині, Старолюбовняському окрузі Пряшівського краю. Розташоване в північно-східній частині Словаччини в долині потока Весне, під горою Мінчол.
Вперше згадується у 1435 році.
В селі є греко-католицька церква Успення Пречистої Діви Марії з 1812—1819 рр., служби Божі крім неділі досі проводять церковнослов'янською мовою.
В навчальних роках 1956/57-1961/62 в місцевій початковій школі учні навчалися українською мовою, потім школа перейшла на словацьку мову викладання.

## Населення
| Рік:            | 1993 | 2003     | 2013     | 2023     |
| --------------- | ---- | -------- | -------- | -------- |
| Кількість осіб: | 967  | 1151     | 1326     | 1569     |
| Різниця:        |      | +19,02 % | +15,20 % | +18,32 % |

| Рік:            | 2022 | 2023    |
| --------------- | ---- | ------- |
| Кількість осіб: | 1548 | 1569    |
| Різниця:        |      | +1,35 % |

В селі проживає 1 221 осіб.
Національний склад населення (за даними останнього перепису населення — 2001 року):
- словаки — 90,05 %
- русини — 4,98 %
- цигани — 4,43 %
- чехи — 0,18 %
- українці — 0,09 %

Склад населення за приналежністю до релігії станом на 2001 рік:
- греко-католики — 91,76 %,
- римо-католики — 6,15 %,
- православні — 1,09 %,
- не вважають себе віруючими або не належать до жодної вищезгаданої церкви- 0,90 %